# We Got It from Here... Thank You 4 Your Service
We Got It from Here... Thank You 4 Your Service è il sesto e ultimo album in studio del gruppo musicale statunitense A Tribe Called Quest, pubblicato nel 2016.

## Tracce

### Disco 1
1. The Space Program – 5:40
2. We the People.... – 2:52
3. Whateva Will Be – 2:52
4. Solid Wall of Sound – 3:43
5. Dis Generation – 3:33
6. Kids... – 3:48
7. Melatonin – 4:44
8. Enough!! – 3:20

Durata totale: 30:32

### Disco 2
1. Mobius – 2:51
2. Black Spasmodic – 3:03
3. The Killing Season – 2:43
4. Lost Somebody – 4:18
5. Movin Backwards – 4:41
6. Conrad Tokyo – 3:31
7. Ego – 3:17
8. The Donald – 5:22

Durata totale: 29:46